# Татарска пустиња
Татарска пустиња (итал. Il deserto dei Tartari) роман је италијанског писца Дина Буцатија (итал. Dino Buzzati), романописца, приповедача и новинара. Роман је написан 1940. године. Сматра се његовим најзначајнијим делом.

## О делу
Ђовани Дрого, млади официр, распоређен је на дужност у тврђаву Бастијани. То негостољубиво здање налази се на рубу пустиње где се препричавају легенде о најезди Татара. Дрого је дан одласка замишљао као почетак свог правог живота. У тврђави Бастијани дани пролазе брзо у обављању строгих војничких дужности и не одступајући ни од каквих војничких правила.

### Право значење романа
Роман добија своје право значење тек кад се интерпретира као промишљање о смислу живота и људске историје. Јунаци романа се грчевито држе неког замишљеног догађаја који ће преокренути ток историје тврђаве и њиховог монотоног живота. Људска егзистенција се своди на калеидоскоп спољашњих лепих, али празних појава.

### Стил приповедања
Татарска пустиња је најпознатији Буцатијев роман, топло испричана историја о људском животу, судбини, као и нади која никад не престаје да тиња у дубини душе главног лика. Роман је прожет посебним излетима у фантазију, бизарностима, а у неким случајевима и црним хумором. Стил је апстрактно-магијско-алегоричан.

## Ликови
- Ђовани Дрого
- Капетан Ортиз
- Поручник Ангустина
- Лекар Фердинандо Ровина
- Кројач Просдоцимо
- Марија, сестра пријатеља Франческа Весковија
- Ликови из војске у тврђави Бастиани

## Татарска пустиња као филм
Роман је стекао додатну популарност јер је 1976. снимљен истоимени филм који је режирао Валерио Зурлини.

## Цитати из романа
| „ | Напокон Дрого схвати и жмарци му полако клизну уз леђа. Била је то вода, пљуштање неког далеког слапа низ избочине оближњих литица. Вјетар, који је вио дугим водопадом, тајновита игра јеке, различит звук удараца о стијену производио је људски глас, и тај глас је говорио, говорио: ријечи нашег живота, које ти се чине као да ћеш их одмах разумјети, а међутим не разумијеш их никад. ... Отворила су се кућна врата и Дрого одмах осјети давни домаћи мирис као кад се, још као дјечак, враћао у град након летњих мјесеци у летњиковцу. Био је то мирис пријатељски и присан, па ипак, послије толико времена прожима његове осјећаје нешто отужно. Да, подсјећа га на далеке године, љепоту неких недјеља, веселе вечери, изгубљено дјетињство, али говори и о затвореним прозорима, задацима, јутарњем умивању, болестима, препиркама, мишевима. | ” |